# جدف‌رع
جِدِف‌رَع فرعونی مصری بود در دودمان چهارم که پس از پدرش خوفو به پادشاهی رسید. نام مادر او نامشخص است و معنای نام خودش «پاینده همچون رع» است. او نخستین کسی است که در القاب خود نام «پسر رع» را به کار برد که نشان از آغاز گسترش محبوبیت خدای خورشید در زمان پادشاهی او دارد.
او با خواهر ناتنی خود حتپ‌حرس دوم ازدواج کرد؛ کاری که برای مشروعیت بخشیدن به او در صورتی که مادرش شهبانوی اصلی شاه خوفو نبوده باشد، نیاز بوده. او همسر دیگری به نام خن‌تتکا نیز داشت که از او سه پسر به نام‌های هِرنت، باکا، و سِتکا و یک دختر به نام نفرحتپس (نِ فِ حِ تِ پِ) به دست آورد. نام و نشان این فرزندان از روی تکه‌های تندیس و دیگر آثار باقی‌مانده در خرابه‌های معبد مردگانی در نزدیکی هرم او در ابو رواش به دست آمدند.

## مجموعه هرم
جِدِف‌رَع مجمعه هرمی به سبک پدرش خوفو در ابو رواش بنا کرد. این ناحیه در ۸ کیلومتری شمال جیزه، و قاهره کنونی، قرار دارد و مکان شمالی‌ترین هرم ساخته شده در مصر نیز به‌شمار می‌رود.
در ویرانه‌های این هرم تندیسی از حتپ‌حرس دوم در هیبت یک ابوالهول پیدا شد که به گمان بعضی مصرشناسان نخستین ابوالهول ساخته شده در تاریخ مصر بوده است.
پیشتر گمان بر این می‌رفت که این هرم هیچ‌گاه کامل نشده بوده است، با این حال در پی کاوش‌هایی که از سال ۱۹۹۵ تا ۲۰۰۵ در منطقه انجام شد، امروزه باور بر این است که نه تنها هرم کامل ساخته شده بوده که در بزرگی به اندازه هرم منکورع بوده.
شواهدی که به تازگی یافت شده‌اند نشان می‌دهند که این هرم در دوره‌های بعدی مورد حمله قرار گرفته و "در زمانی به دوری سده دوم پس از میلاد، تندیس‌های شاه خرد شده‌اند."

## نگارخانه

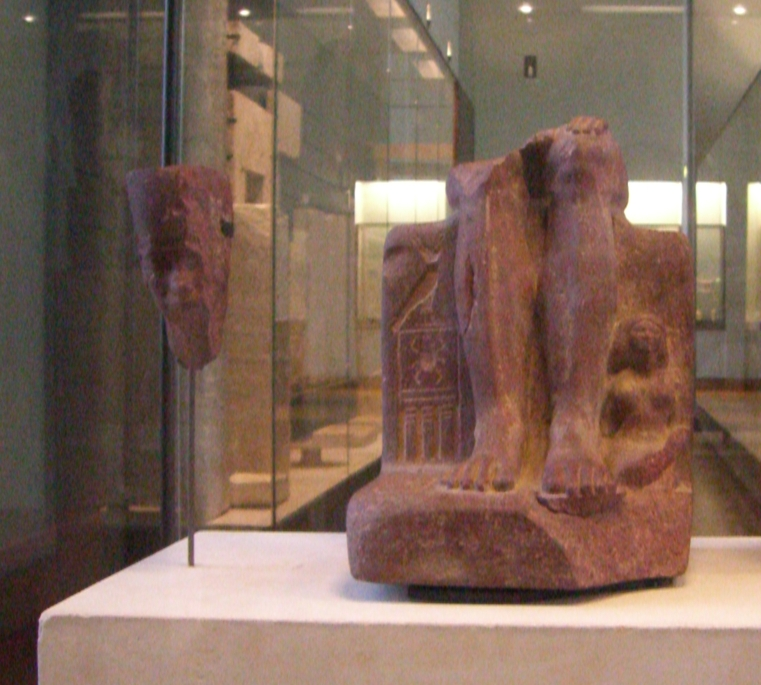
بخش پایینی تندیس نشسته جِدِف‌رَع، لوور
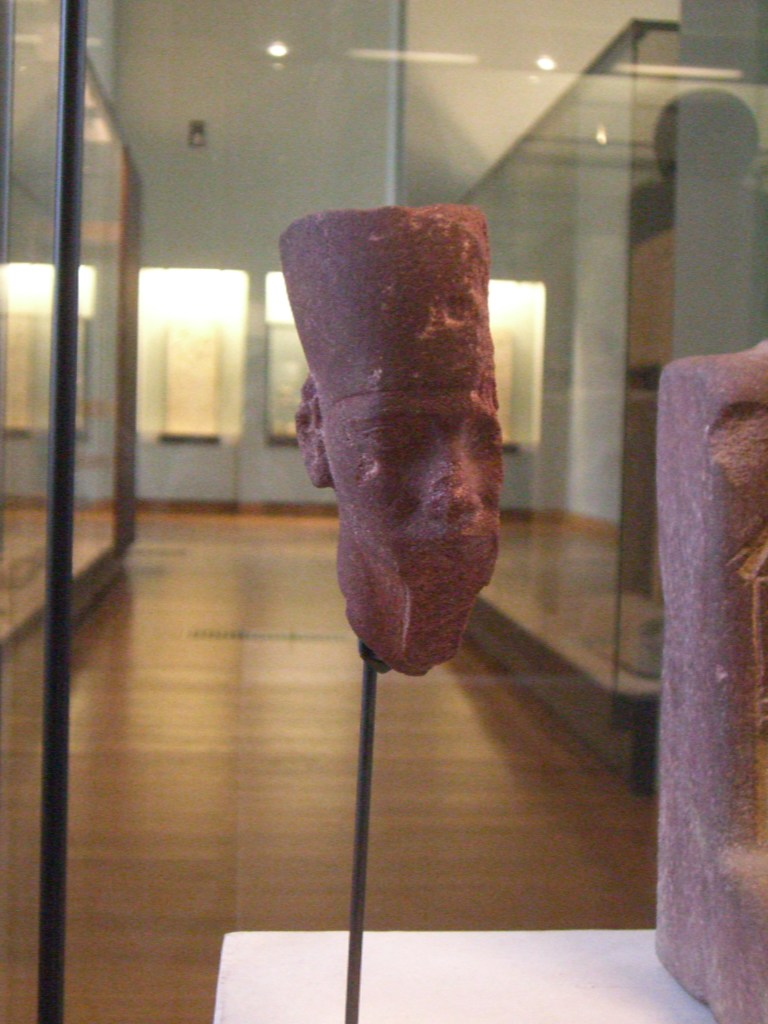
سر تندیسی از شاه، لوور
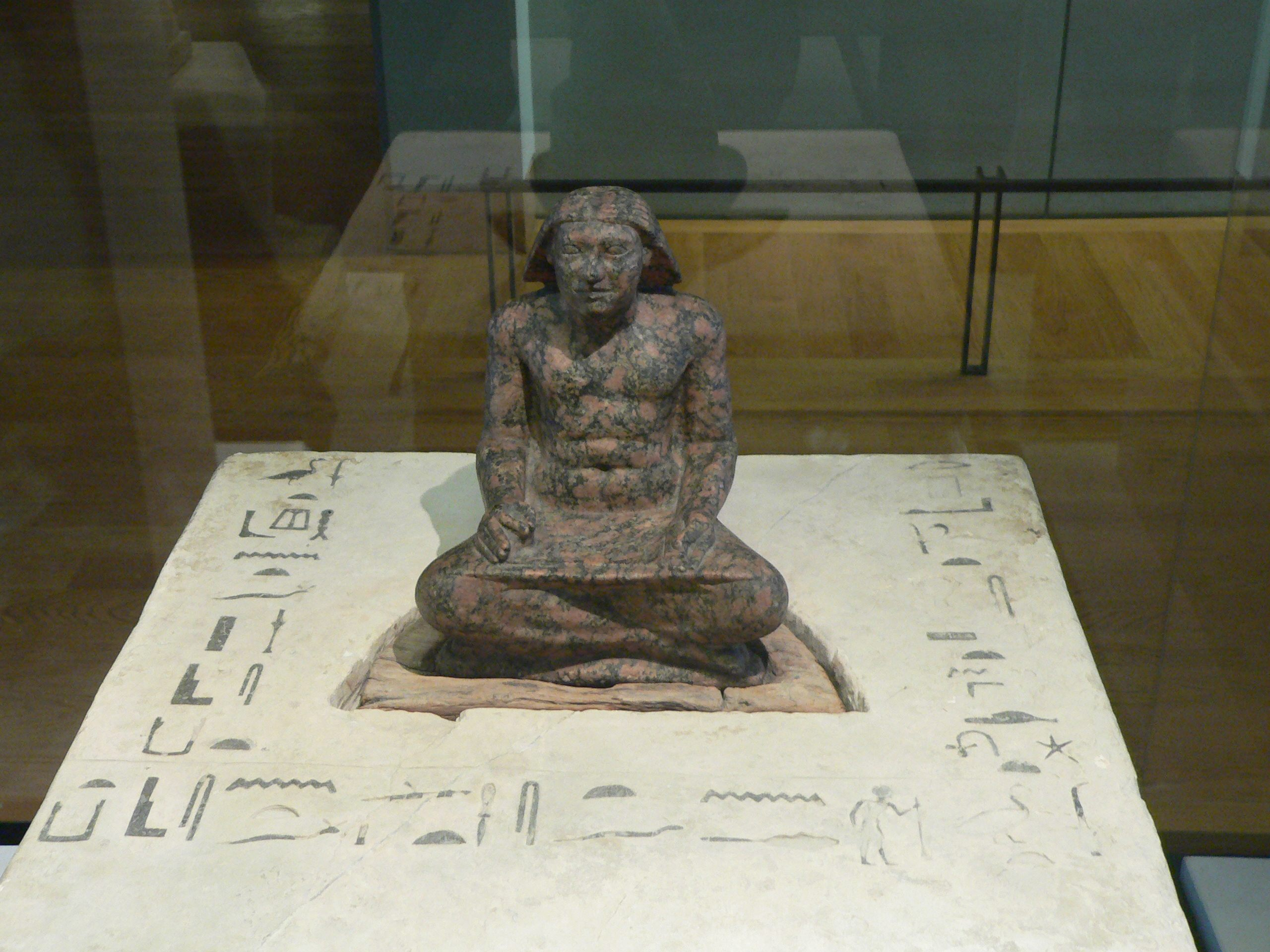
تندیس کاتب از شاهزاده ستکا، لوور
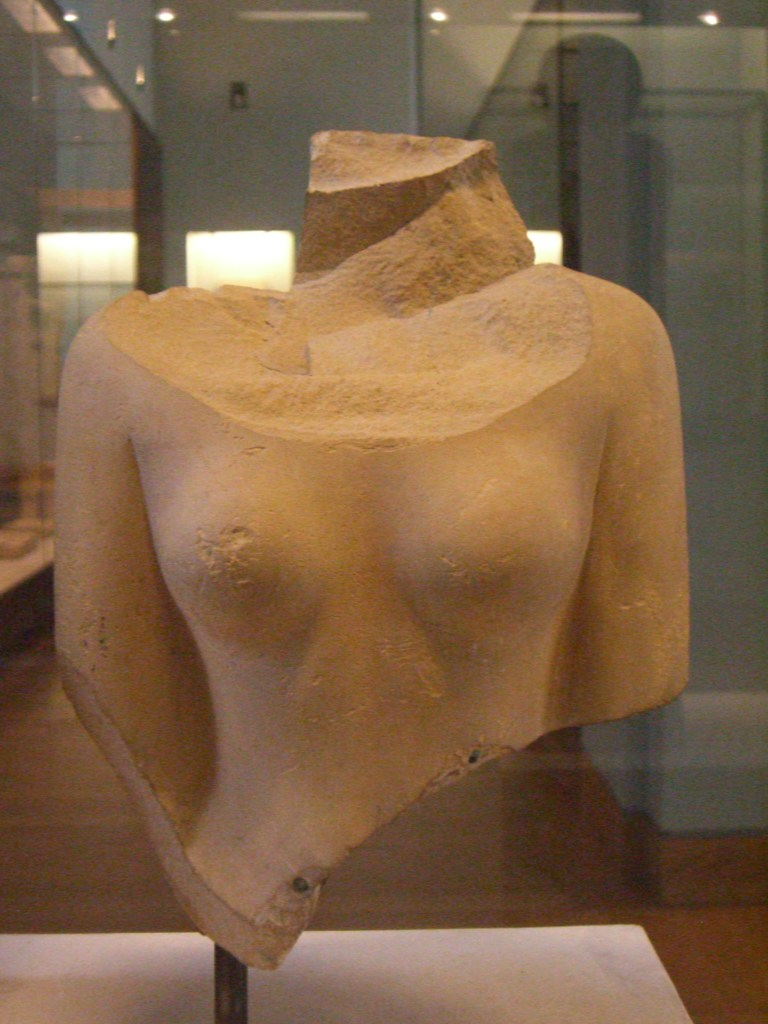
نیم‌تنه تندیسی از شاهدخت نفرحتپس، لوور
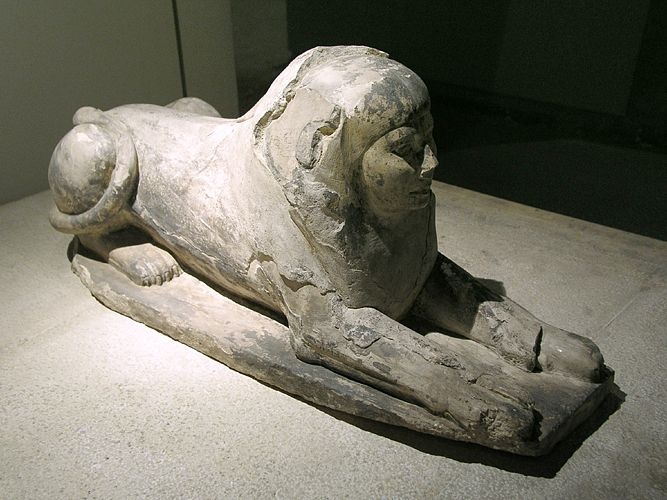
شهبانو حتپ‌حرس دوم در هیبت یک ابوالهول، موزه مصر، قاهره